# Нижне-Гниловское городище
Нижне-Гниловское городище — археологический памятник, территория которого находится на западной окраине Ростова-на-Дону в России. Одно из шести городищ Гексаполиса (Ἑξάπολις).
Городище принадлежит к числу объектов культурного наследия согласно Постановлению Совета Министров РСФСР от 30 августа 1960 года № 1327 «Про будущее улучшение состояния охраны памятников культуры в РСФСР». Объект расположен на мысе, который был создан берегом реки Мертвый Донец и левым наклоном Кульбаковой балки.

## История
Археологические находки дают ученым право полагать, что Нижне-Гниловское городище было создано во времена античной Греции, или было связано с киммерийской культурой и сарматами, могло существовать в IV—III веке до нашей эры. Научные исследования на этой территории продолжались с конца XVIII — до начала XX века. В 1927 году археолог Александр Александрович Миллер совершил экспедицию для исследования Нижне-Гниловского городища. Активное исследование археологического памятника приостановилось в 1990-х годах. В XXI веке в археологической коллекции Ростовского областного музея краеведения есть экспонаты, которые были найдены на территории Нижне-Гниловского городища.22 мая 2013 года состоялось открытие информационного щита вблизи археологического памятника с информацией про историю и особенности этого места. Это было организовано для информирования людей относительно значимости территории, также может способствовать развитию местного туризма. Информационный щит был изготовлен местным художником Сергеем Юрьевичем Маханьковым. Инициаторы установки такого объекта полагают провести в будущем археологические раскопки, сделать частичную консервацию и реконструкцию. Не исследованную часть территории памятника планируется оставить для проведения научных работ, а уже исследованную признать музейным памятником и сделать туристическим объектом Ростова-на-Дону.
2 ноября 2013 года состоялось мероприятие в стиле реконструкции "Сцены из жизни «Нижне-Гниловского городища», которое проходило на территории археологического памятника. Зрителям были продемонстрированы представления, в завершении которых был штурм крепости. Были проведены лекция и экскурсия на территории городища, представлены образцы исторических костюмов, макеты разных предметов и объектов. Городище признали перспективным местом для проведения исторических реконструкций и развития в туристических и экскурсионных целях.

## Артефакты
Научные археологические раскопки позволили обнаружить предметы, которые можно отнести к скифскому периоду: амфоры, остатки посуды и кости животных. Были обнаружены остатки меотских погребений. Некоторые артефакты хранились в местном краеведческом музее, но были потеряны.Исследователями были найдены шары древнего поселения, которое относилось к X—VIII века до нашей эры. Люди, жившие в то время, для проживания создавали землянки, которые строили из известняка. Во время проведения строительных работ на территории химического комбината, была найдена керамическая посуда с характерной особенностью — ручкой, выполненной в зооморфном скифском стиле. Также на территории городища обнаружили печи для изготовления керамики времен Хазарского Каганата. Ученые полагают, что это городище отстраивалось около 9 раз и есть основания полагать, что на его территории была построена крепость.

## Описание
Нижне-Гниловское городище представляет собой холм с двумя вершинами. Общая площадь составляет около 831510 квадратных метров. Северная граница памятника проходит на пересечении улиц Малиновского по южной стороне улицы Каширской. Восточная граница проходит по западной части проулка Пржевальского. Южная сторона — по берегу реки Мертвый Донец от проулка Пржевальского на запад и до проулка Красноярского. Западная граница памятника граничит с проулком Красноярским.